# Pajarito
Pajarito – miasto w Kolumbii, w departamencie Boyacá.